# オレンジ・ジャケット
オレンジ・ジャケット（2007年制作：仏: « La Tête dans les Flocons »）は、スイスのNADASDY FILM制作のストップモーション・アニメーションである。2005年に制作されたYELLOW JACKET(イエロー・ジャケット)シリーズの続編として制作された。1話1分30秒、全26話。

## 概要
製作年：2007年
制作：Nadasdy Film (スイス)
ジャンル：ストップモーション・アニメーション
話数；1分30秒×26話。

## スタッフ
監督：ブルーノ・コレ
脚本家：セリーヌ・ドレアン／マチュー・クルトワ／ブルーノ・コレ／メディ・ウアハブ／ジャン＝フランソワ・ル・コレ
制作協力・特殊効果：ジャン・デッピエラズ／オーロール・ヘルヘル／フェリックス・ヘルファー／ネイサン・ロズムスキ／フランシスコ・ファッシ／マティアス・シュミット
共同製作：ヴィヴマン・ランディ！／サプリスティ・スタジオ／フランス3・ウエスト

## 登場人物
オレンジジャケット本作の主人公。オレンジ色のジャケットを身につけているスキーヤー。ブラックジャケットとライバル。ブラックジャケットの策略にはめられることが多いが、カニのクラビーたちに助けられ勝利する。常にストックを持つ両手を挙げている格好のままだが滑っていく。機嫌のいいときは「オゥウェー」、焦っていたり困る時は「アー、オゥ」という以外、セリフらしきものは無い。
ブラックジャケット全身黒装束の忍者のような格好をしたスキーヤー。いつもオレンジジャケット達をあの手この手で妨害し、勝利を目論む。だが大抵の場合その策略は打ち破られ、最終的にひどい目にあう。悪巧みを思いつくと、頭上に黒い電球が光り、「ブフォフォ」と笑う。
カニのらぐびーオレンジジャケットのサポーターで、名前は「クラビー」。雪山になぜカニがいるのか謎だが、前作「イエロージャケット」に引き続いての出演。ブラックジャケットによってピンチに陥ったオレンジジャケット達を救出する役目。この作品には珍しく、手足や眼など細かく動く。
マトリョーシカ大中小三体居る姉妹？　オレンジジャケット達を応援している。
サンタ時々登場する。

## エピソード
日本では、NHK BS2、NHK Eテレで放送され、Eテレでは2011年12月31日から2012年1月3日にかけて放送された。
2010年2月NHK総合にて放送されたときの邦題 
- 第1話「ハ～イ！」
- 第2話「ヘンゼルとグレーテル」
- 第3話「いつも愛してる」
- 第4話「クリスマス」
- 第5話「ボブスレー」
- 第6話「カーリング」
- 第7話「雪の巣」
- 第8話「黒魔術」
- 第9話「ハロウィーン」
- 第10話「フリースタイル」
- 第11話「ホーン」
- 第12話「ツール・ド・フランス」
- 第13話「オン・ザ・ロック」
- 第14話「氷祭り」
- 第15話「魚介類の逆襲」
- 第16話「雪男か否か」
- 第17話「あけましておめでとう」
- 第18話「悪い風」
- 第19話「ニンジャ」
- 第20話「髪業」（かみわざ）
- 第21話「雪国の海賊」
- 第22話「冬の幻想」
- 第23話「リング・マイ・ベル」
- 第24話「雪玉」
- 第25話「バイソン」
- 第26話「氷河時代」

原語版タイトル 
- 1.   Âge De Glace
- 2.  Tiré Par Les Cheveux
- 3.  Ring My Bell
- 4.  Magie Noire
- 5.  Snowy Roger
- 6.  Coucou
- 7.  C'est Inuit
- 8.  Bonne Descente Au Goulot
- 9.  I Always Love You
- 10. Le Conte Est Bon
- 11. Leurre D'hiver
- 12. Snow, Surf & Sun
- 13. Toile Des Neiges
- 14. Boule De Neige
- 15. Yéti, Yéti Pas
- 16. Ça C'est La Glace
- 17. Noël
- 18. On The Rocks
- 19. Halloween
- 20. Vent Mauvais
- 21. Bison Futé
- 22. Le Petit Dragon Jaune
- 23. Freestyle
- 24. À Cor & à Cri
- 25. Nonne Bannée
- 26. Coquillages & Crustacés